# Stará panna
Stará panna je označení pro dospělou bezdětnou ženu, která se nechce nebo nemůže vdát. Termín, na rozdíl od pojmu starý mládenec, je považován za pejorativní. Je to dáno tím, že u mužů se uvažuje o plodnosti až do vysokého věku (70, 80 let), zatímco u žen možnost mít dítě klesá s věkem a končí s menopauzou. Ženy, které již nemohou vzhledem k věku mít děti a nikdy nebyly vdané, se nazývají starými pannami, případně slečnami.
Staropanenství je složitý sociální jev, důvody a příčiny proč člověk žije sám, jsou různé.

## Historie anglických výrazů
Old maid – žena, která zůstala sama a je nepravděpodobné, že se ještě vdá. Druhým významem slova je pak člověk (i mužského pohlaví), který se vyznačuje určitými povahovými rysy – zhýčkaná, pedantská, malicherná nebo extrémně opatrná osoba.
Spinster – tradiční anglický termín pro nevdanou, bezdětnou ženu.
Bachelorette – informativní, převážně americký termín pro nevdanou bezdětnou ženu. Bachelorette byl také pojem užívaný pro ženy, které soutěžily v televizní show Dating Game. Vytvořil ji Chuck Barris a poprvé byla vysílána v roce 1965. Svobodná dívka si zde vybírala ze tří svobodných mužů pouze na základě jejich odpovědí na otázky, potom se situace obrátila a vybíral si svobodný muž. Soutěž byla velice úspěšná a účinkovaly v ní známé osobnosti jako Suzanne Somersová, Farrah Fawcett, Andy Kaufman (pod jménem Baji Kimran), Steve Martin, Burt Reynolds, Michael Jackson, Arnold Schwarzenegger.
Pro současné ženy, které nikdy nebyly vdané, se doporučuje místo těchto tří termínů užívat v angličtině termín single nebo never-married. Pojem „single“ přešel i do češtiny.

## Důvody staropanenství
- Péče o rodinu (otce, matku, příbuzné)
- Romantická láska – neopětovaná, nenaplněná láska
- Pracovní orientace a hobby – celoživotní orientace na vyhraněný zájem
- Asexualita

## Citát
„Eulalie Čubíková vstupuje na scénu, a proto si o ní něco povězme. Představujeme si cholerickou brunetu, vyschlou a jedovatou, s ošklivou pletí, s ošklivým pohledem, s baziliščím jazykem, se špatně trávícím žaludkem, a to všechno zastřeno výbojnou zbožností a pokryteckou laskavostí. Vzorný příklad zdrcující počestnosti, neboť počestnost v takovém těle je hnusná na pohled a ostatně v tomto případě měla původ spíše v pomstychtivosti a nenávisti k lidem než ve vrozené dobrotě. Zanícená žmoulatelka růženců, horlivá odříkávatelka litanií, ale také zuřivá roztrušovatelka pomluv a tajných výhrůžek. Slovem zvonokoská zmije v masce božího hovádka. O jejím věku se nemluví, nikdy se o něm nemluvilo. Je možné hádat jí něco přes čtyřicet, ale nikoho to nezajímá. O všechen tělesný půvab byla osudem připravena již v dětství. Stejně jako neměla žádný určitý věk, neměla Eulalie Čubíková žádné životní příhody. Po smrti svých rodičů zdědila slečna Eulalie jedenáct set franků renty a v sedmadvaceti letech začala život osamělé staré panny vzadu v Mnišské uličce, ve stínu kostela. Ve dne v noci tam bděla nad městečkem a veřejně kárala jeho hanebnosti a chtíče jménem ctnosti, které zvonokoští muži z opatrnosti vůbec nedbali.“
Gabriel Chevalier, Zvonokosy

## Osobnosti – ženy, které se nikdy nevdaly a neměly děti
- Sandy Allen
- anglická královna Alžběta I.
- Jane Austenová
- Josephine Bakerová
- Emily Brontëová
- Anne Brontëová
- Emily Dickinson
- Anna Honzáková
- Greta Garbo
- Anna Holinová
- Coco Chanel
- Kristýna I. Švédská
- Selma Lagerlöfová
- Květa Legátová
- Barbara McClintock
- Gabriela Mistral
- Františka Plamínková
- Condoleezza Rice
- Nelly Sachsová
- Harriet Quiby

## Postavy starých panen v českém filmu
- Dana Medřická – Měsíc nad řekou, (1953)
- Dana Medřická – Ošklivá slečna,(1959)
- Jiřina Bohdalová – Vražda ing. Čerta, (1970)
- Iva Janžurová – Petrolejové lampy,(1971)
- Iva Janžurová – Morgiana,(1972)
- Iva Janžurová – Ja milujem, ty miluješ,(1980)
- Iva Janžurová – Arabela, (1980)
- Ljuba Krbová, Jana Dolanská, Zuzana Bydžovská – Helimadoe,(1993),
- Anna Polívková – Účastníci zájezdu,(2006)

## Postavy starých panen ve světovém filmu
- Bette Davis – Stará panna, The Old Maid (1939)  Archivováno 15. 1. 2009 na Wayback Machine.
- Katharine Hepburn – Africká královna, The African Queen (1951)
- Katharine Hepburn – Letní opojení, Summertime (1955)
- Katharine Hepburn – Obchodník s deštěm, The Rainmaker,(1955)
- Ingrid Thulin – Mlčení, Tystnaden (1963)
- Bette Davis – Sladká CHarlotte, Hush... Hush, Sweet Charlotte, (1964)
- Joanne Woodward – Rachel, Rachel, (1968)
- Annie Girardot – Stará panna, La Vieille fille, (1972)
- Patty and Selma Bouvier – Simpsonovi, The Simpson, (1989)
- Glen Close – Osudová přitažlivost, Fatal Attraction, (1987) /
- Deane Keaton – Baby Boom (1987)
- Diane Keatonová – Marvinův pokoj Marvin's Room, (1996)
- Kathy Bates – Misery nechce zemřít, Misery, (1990)
- Susan Sarandon – Thelma a Louise, Thelma & Louise, (1991)
- Diane Keatonová – Marvinův pokoj Marvin's Room, (1996)
- Helen Hunt – Po čem ženy touží, What woman want, (2000)
- Renée Zellwegger – Deník Bridget Jonesové, Bridget Jones's Diary, (2001)
- Audreu Taoutou – Amelie z Monmartru,Le Amelie from Montmartre, (2001)
- Isabelle Huppertová – Pianistka,La Pianiste, (2001)
- Kate Dickie – Red Road, (2006)
- Judi Dench – Zápisky o skandálu,Notes on a Scandal, (2006)
- Monique Hendrickx – Nadine, (2007)

## Literární postavy
- Slečna Agáta – Nikolaj Vasiljevič Gogol, Ženitba, 1842
- Slečna Havishamová – Charles Dickens, Nadějné vyhlídky,1861
- Slečna Máry – Jan Neruda, Psáno o letošních Dušičkách, Povídky malostranské, 1878
- Marilla Cuthbertová – Lucy Maud Montgomeryová, Anna ze Zeleného domu,1905
- Eulálie Čubíková – Gabriel Chevalier, Zvonokosy, 1934
- Paní Boyleová – Agatha Christie, Past na myši, 1952
- Slečna Marplová, Agatha Christie

## Hudba
Píseň o osamělé ženě „Single woman“ nahrála Dolly Parton v roce 1982, původní verzi zpívala Christine Ebersole v roce 1981 v televizní show Saturday Night Live.
Beatles napsali v roce 1966 píseň o osamělosti – „Eleonor Rigby“
Stará panna a zloděj je opera Giana Carla Menottiho z roku 1939.